# Leo Belgicus

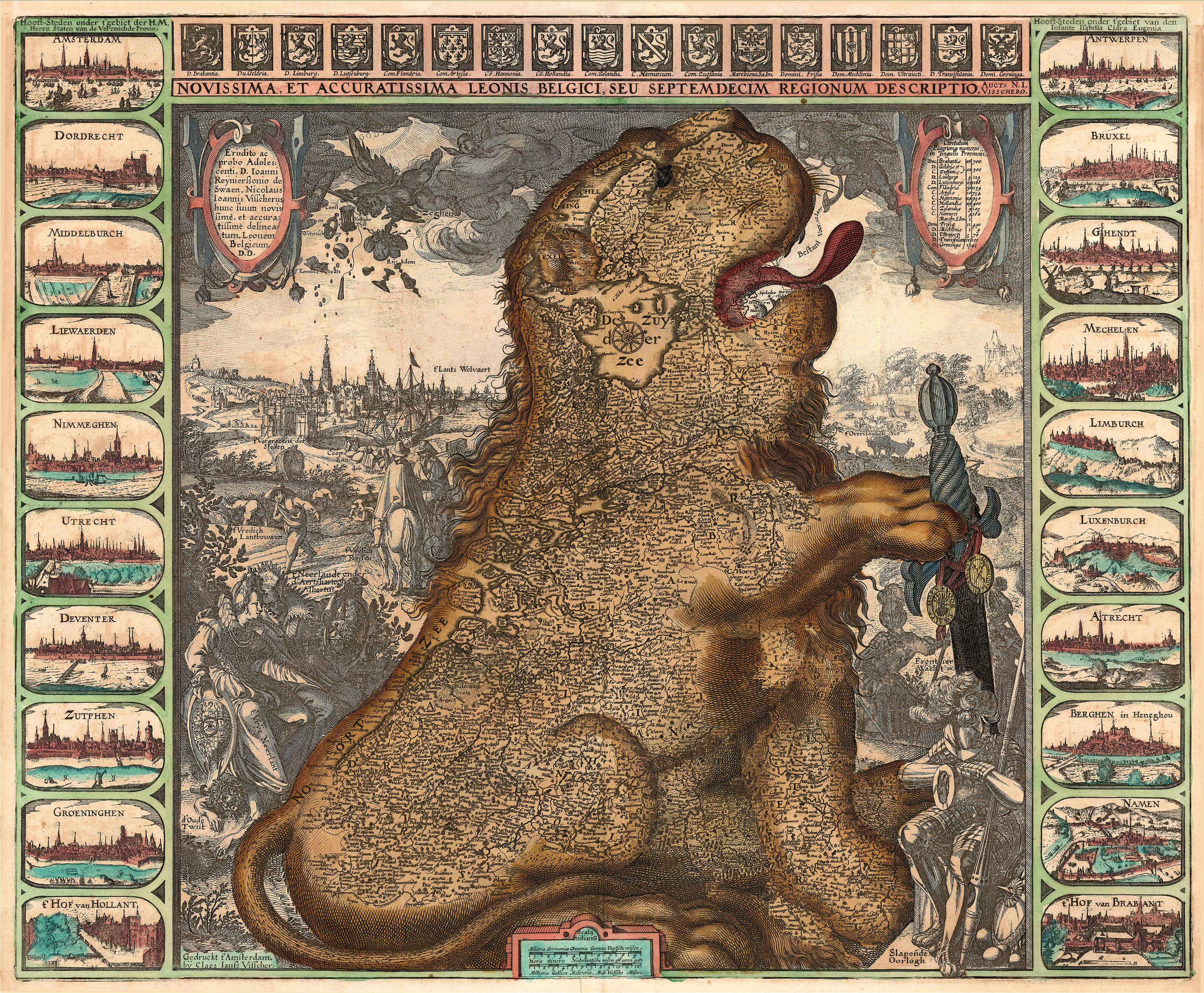
Prima versione del Leo Belgicus, disegnata da Claes Janszoon Visscher nel 1609.

Il Leo Belgicus (italiano: Leone Belga, in olandese Nederlandse leeuw, in francese Lion Belgique), è una cartina della regione storica dei Paesi Bassi corrispondente più o meno all'odierno Benelux (Belgio, Paesi Bassi, Lussemburgo) e alla regione francese del Nord-Passo di Calais, disegnata a forma di leone.

## Storia
La prima versione del Leo Belgicus venne disegnata dal cartografo austriaco Michael Aitzinger nel 1583, quando i Paesi Bassi stavano combattendo la guerra degli ottant'anni per l'indipendenza. Il tema fu ispirato dalla figura araldica del leone, che ancora oggi appare negli stemmi di Belgio, Paesi Bassi, Lussemburgo e in molti stemmi di suddivisioni amministrative di questi stati (Brabante Settentrionale, Olanda Meridionale, Fiandre, Gheldria, Hainaut, Limburgo, Provincia del Lussemburgo e Zelanda) ed in quello personale di Guglielmo I d'Orange.
La mappa di Aitzinger fu la prima di molte altre che furono successivamente realizzare. Esistono tre differenti versioni del disegno. Nella più comune, nella testa del leone erano posizionati i territori a nord del paese, mentre nel corpo vi erano quelli meridionali. La versione più famosa è quella di Claes Janszoon Visscher, che la pubblicò nel 1609 in occasione della tregua dei dodici anni. Un disegno meno comune inverte la posizione del leone, come rappresentato nel Leo Belgicus di Jodocus Hondius.
La terza versione fu pubblicata nell'ultimo periodo della guerra, dopo l'indipendenza della Repubblica delle Sette Province Unite che venne confermata dalla Pace di Vestfalia del 1648. È chiamata Leo Hollandicus, il Leone Olandese, e riporta solo la provincia di Olanda. Un'altra versione più recente venne pubblicata da Visscher attorno al 1625.
Benché il nome belgico sia ora riservato alla zona a sud dei Paesi Bassi (il Belgio, appunto), prima della divisione dei Paesi Bassi in una parte meridionale ed una settentrionale nel corso del XVI secolo, il nome si riferiva alla zona nella sua interezza, ossia Paesi Bassi, Belgio e una piccola parte del nord della Francia. Ad esempio, molte cartine risalenti al periodo della Repubblica delle Sette Province Unite, che consisteva nel nord degli attuali Paesi Bassi senza alcuna parte del Belgio, erano ugualmente intitolate Belgio Foederatum.

## Alcune versioni

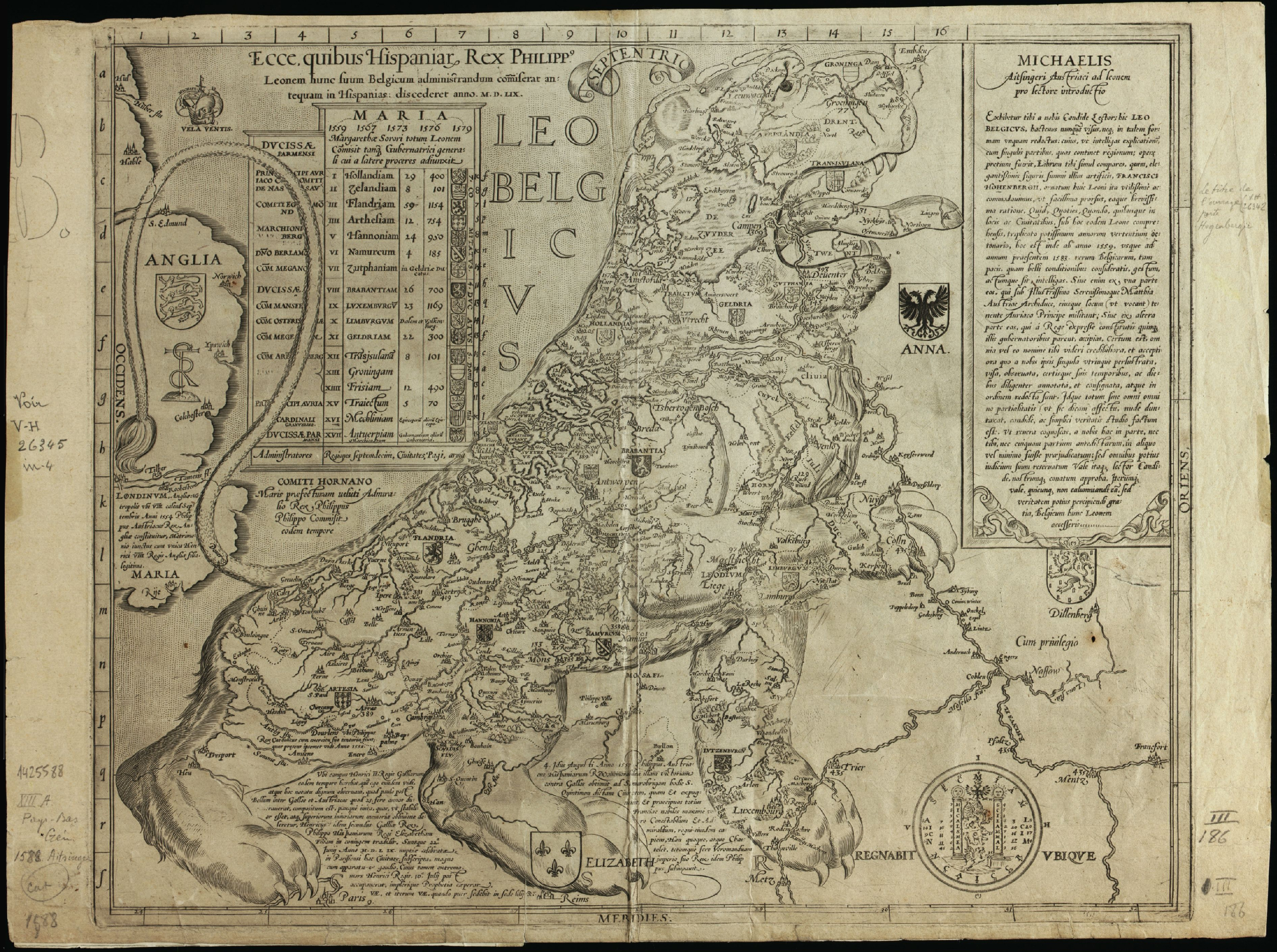
Leone di Aitsinger/Hogenberg, 1583.
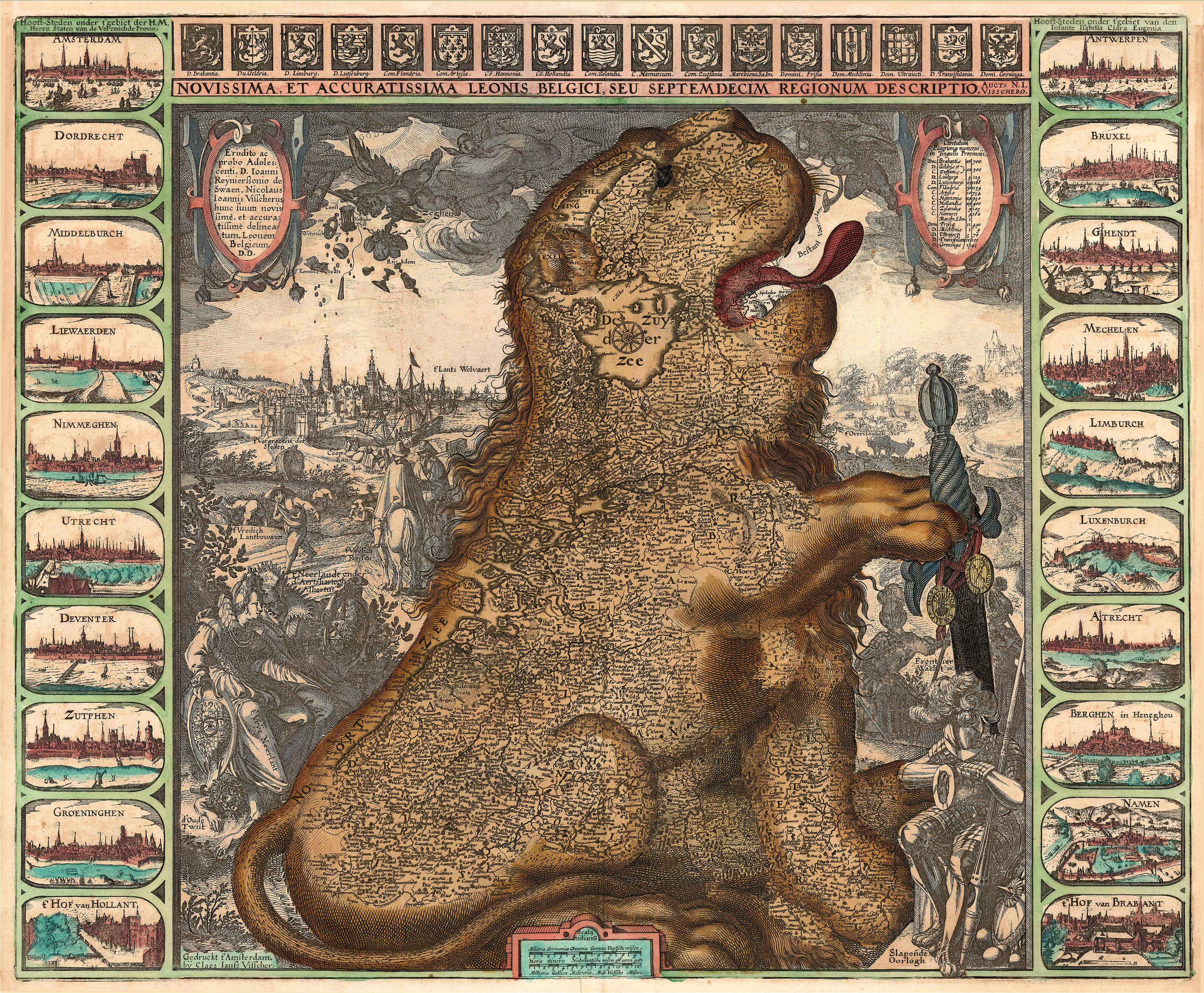
Leone di Claes Janszoon Visscher, 1609.
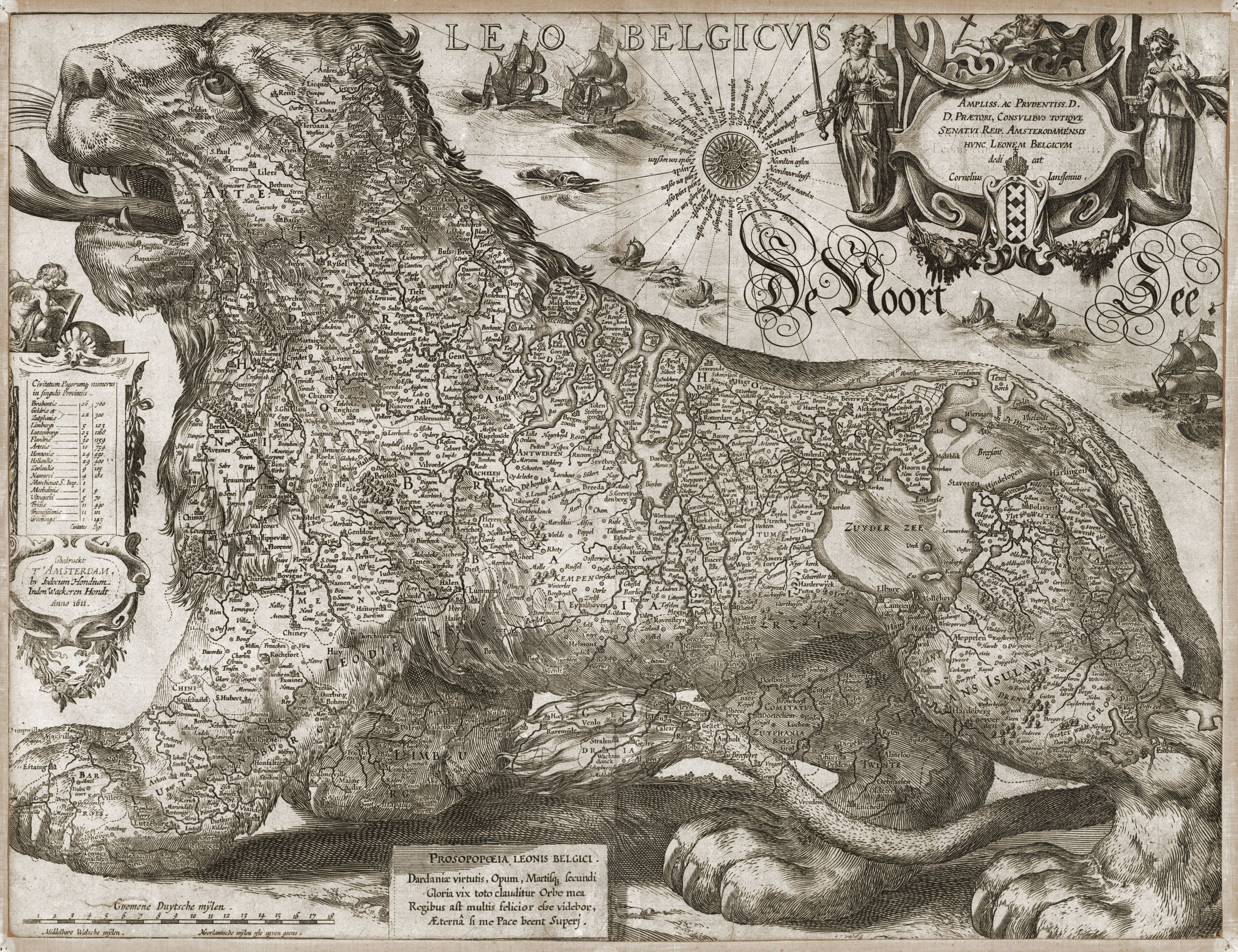
Leone di Jodocus Hondius, 1611.
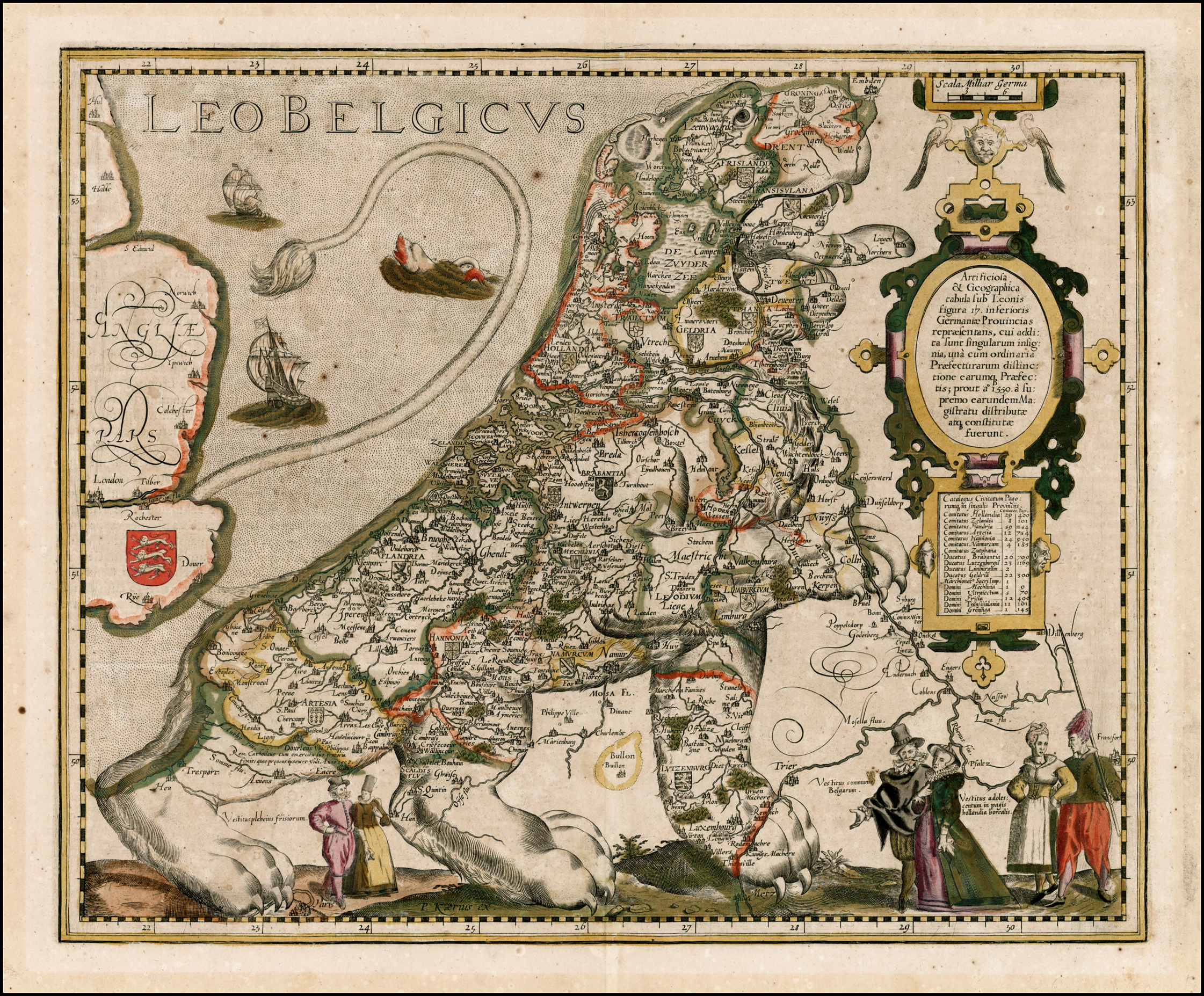
Leone di Kaerius Keere, 1617.
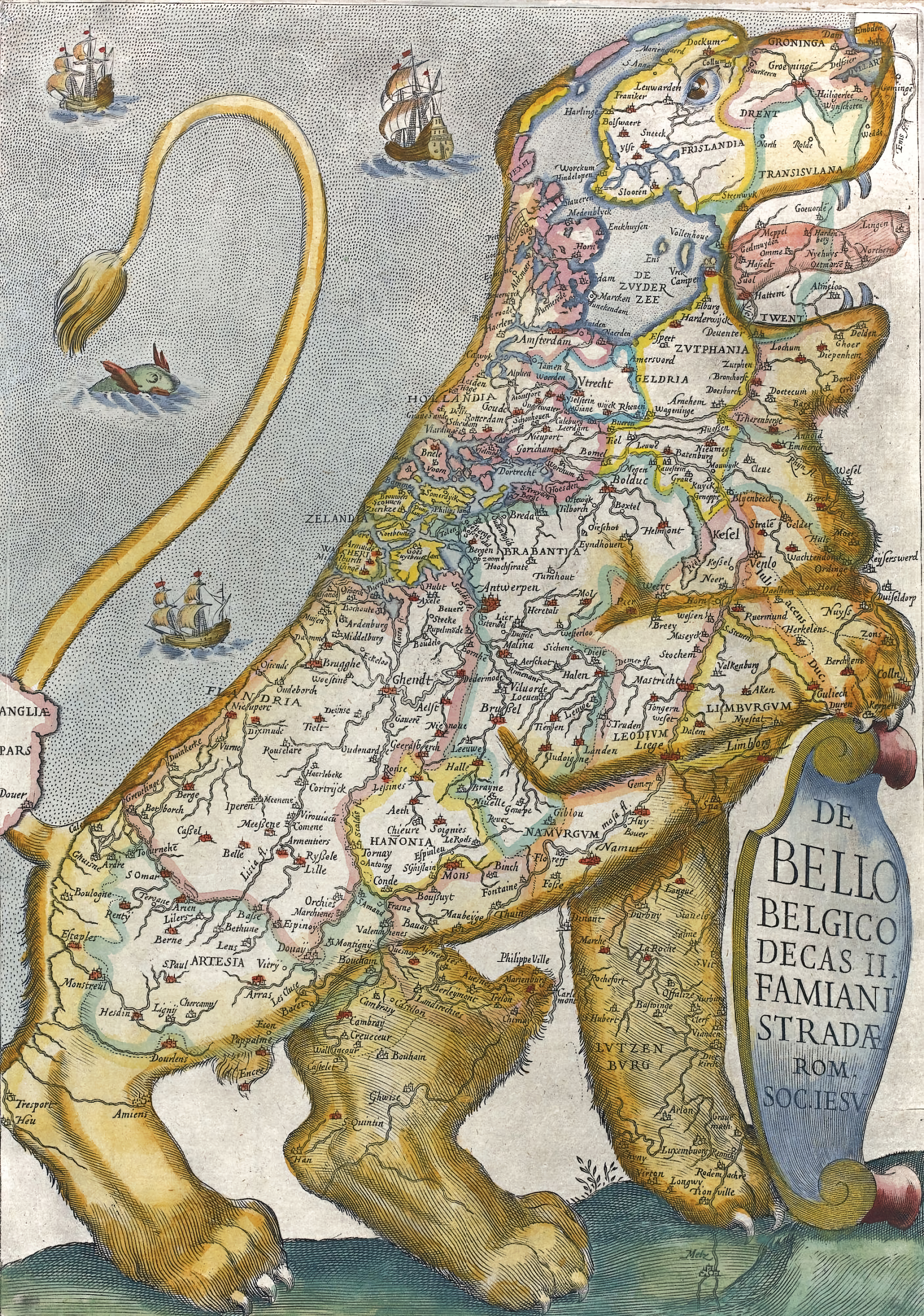
Leone di Stradae, 1647.
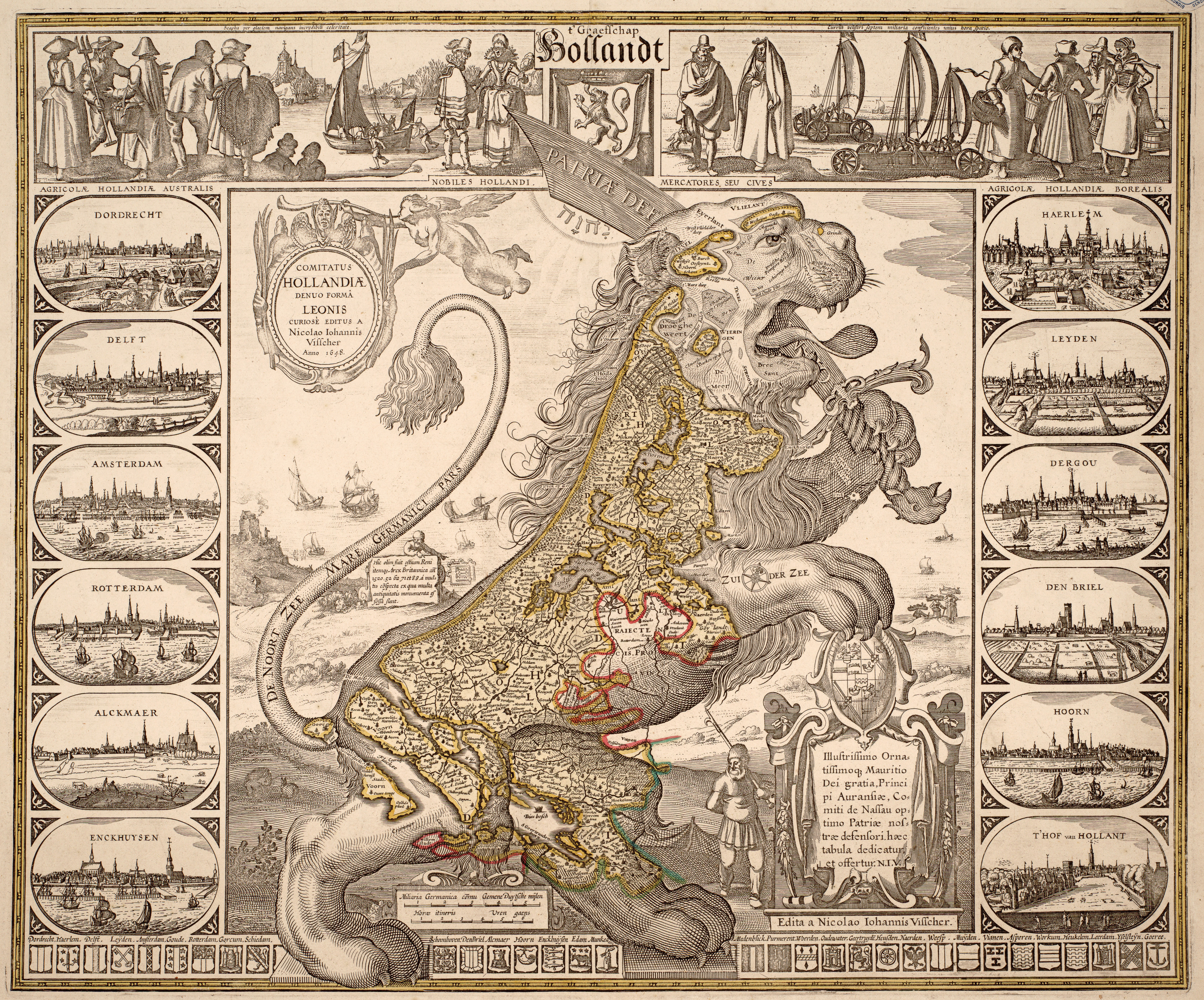
Leonis Hollandiae di Visscher, 1648.
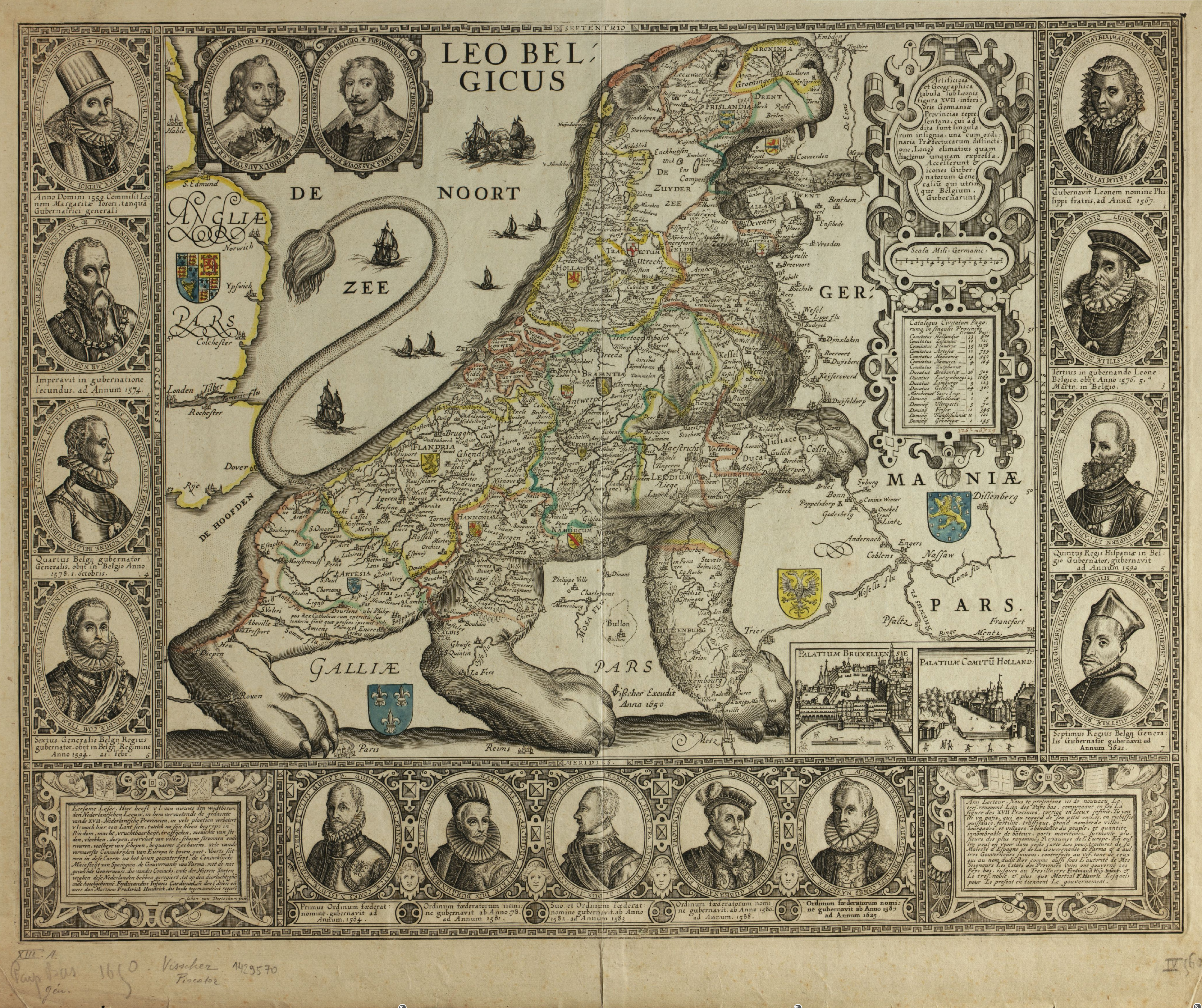
Leone di Visscher, 1650.
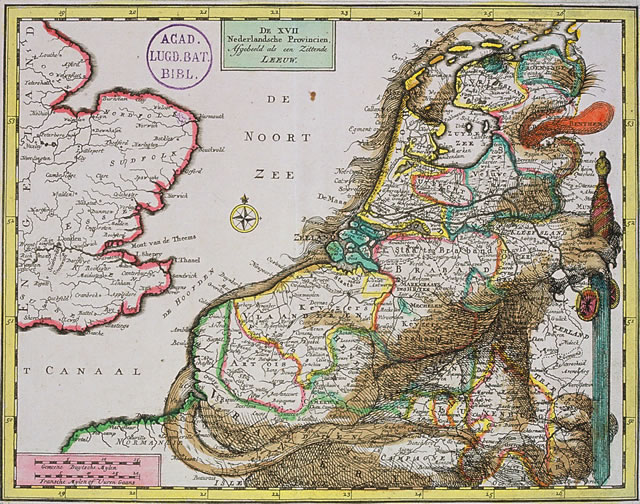
Leone di Schenk, 1707.